# United Counties of Leeds and Grenville
United Counties of Leeds and Grenville (kurz Leeds and Grenville) ist ein County im Südosten der kanadischen Provinz Ontario. Der County Seat ist Brockville. Die Einwohnerzahl beträgt 100.546 (Stand: 2016), die Fläche 3382,89 km², was einer Bevölkerungsdichte von 29,7 Einwohnern je km² entspricht. Das County liegt am Sankt-Lorenz-Strom bei den Thousand Islands. Es entstand 1850 durch die Fusion der Countys Leeds und Grenville, die nach der Stadt Leeds in England und William Grenville, dem britischen Premierminister von 1806 bis 1807, benannt waren.
| Lanark County    | Ottawa                                      |                                                |
| Frontenac County | Kompassrose, die auf Nachbargemeinden zeigt | Stormont, Dundas and Glengarry United Counties |
|                  | New York (Bundesstaat) (USA)                |                                                |

Der Thousand-Islands-Nationalpark verteilt sich über verschiedene Inseln im Sankt-Lorenz-Strom und liegt dabei teilweise auch im Bezirk. Als größter der Provincial Parks in Ontario die im Bezirk liegen, befindet sich im Bereich des Charleston Lake der Charleston Lake Provincial Park. 

## Administrative Gliederung

### Städte und Gemeinden
| Ort                            | Status   | Bevölkerung (2016) |
| ------------------------------ | -------- | ------------------ |
| Athens                         | Township | 3.013              |
| Augusta                        | Township | 7.353              |
| Edwardsburgh/Cardinal          | Township | 7.093              |
| Elizabethtown-Kitley           | Township | 9.854              |
| Front of Yonge                 | Township | 5.710              |
| Leeds and the Thousand Islands | Township | 9.465              |
| Merrickville-Wolford           | Village  | 3.067              |
| North Grenville                | Township | 16.451             |
| Rideau Lakes                   | Township | 10.207             |
| Westport                       | Village  | 590                |

Die Stadt Brockville sowie die Gemeinden Gananoque und Prescott gehören zwar geographisch und statistisch zu den United Counties of Leeds and Grenville, unterstehen aber nicht dessen Verwaltung. Diese Gemeinden habe den Status einer separated municipality.

### Gemeindefreie Gebiete
Im Bezirk finden sich keine gemeindefreien Gebiete.

### Indianerreservationen
Im Bezirk finden sich keine Indianerreservationen.